# 遠藤秀清
遠藤 秀清（えんどう ひできよ、生年不詳 - 慶長9年8月21日（1604年9月14日））は、戦国時代から江戸時代初期にかけての武将。宇喜多氏の家臣。遠藤与市左衛門の子。通称は又次郎（またじろう）。官途は河内守。後に宇喜多直家より浮田姓を与えられ、直家の片諱を受けて、浮田家久と称する。弟の遠藤俊通とともに｢遠藤兄弟｣として有名。子に遠藤秀俊、遠藤正庵。

## 生涯
遠藤与市左衛門の子として阿波国で誕生。兄に遠藤秀信、弟に遠藤俊通がいる。
遠藤氏の本貫地は遠江国であるが、生国の阿波国から備中国・美作国などを転々としたのち、宇喜多直家に仕えた。
鳥取藩士となった子孫の家に伝来する遠藤家系図によれば、秀清は備前国鳥取荘の指導者層であった「遠藤弥八郎」と同一人物とされ、天文年間末期から永禄年間初頭には浦上政宗に従って浦上宗景との合戦に参加していたが、浦上宗景による浦上政宗の放逐に伴い、宇喜多直家の勢力下に入った。
備中国において一大勢力となった三村氏に対し、正攻法での衝突は避けたい宇喜多直家から、永禄9年（1566年）に三村家親暗殺の密命を受けて実行し、弟・俊通とともに見事成功させた。
遠藤兄弟は火縄銃の扱いに長けていた上、備中成羽時代に三村家親の顔を見知っていたため刺客として選ばれた。ところが、遠藤兄弟自身は容易に成功するとは思っておらず、遠藤兄弟からの｢失敗した折には生きて帰れぬであろうから、残された家族を宜しくお願いしたい｣旨の申し出を直家が快諾したと逸話がある。
暗殺は美作攻略のため当地に進出していた三村一族が軍議を開いていた夜の興善寺にて実行された。首尾よく陣中に忍び込み狙いを定めて発砲し三村家親に命中させたが、陣中に動揺の色は見られなかった。この点をいぶかしみつつも遠藤兄弟は銃弾命中の報告をしたが直家は当初暗殺成功を信じなかった。これは遠藤兄弟の放った銃弾は見事に三村家親を射抜いていたものの、三村家重臣・三村親成が機転を利かして陣中を上手く纏め、親成が代行で指揮を執った三村家の軍勢は整然としていたためであった。しかし、家親の体調不良を理由に備中松山へ引き上げた後、家親の死が発表されてようやく直家は暗殺の成功を認めた。なお、これは杉谷善住坊が元亀元年（1570年）に織田信長を火縄銃により暗殺をしようと企んだ事例より4年早い事例であり、銃による要人狙撃事件としては最も早かったともされている。
この家親暗殺の褒賞として、秀清は宇喜多直家から浮田姓と1,000石の知行を与えられて「浮田河内」と名乗り、徳倉城に拠るなど家中での有力武将となった。しかし、直家の代には、秀清が宇喜多氏の政務に関与した形跡は見られない。
直家の死後は子の宇喜多秀家にも仕え、文禄年間以降に検地のほか、農政の統括や寺社の管理に活躍し、4,500石まで加増を受けていたが、慶長5年（1600年）の関ヶ原の戦い後、宇喜多家の改易とともに浪人。慶長9年8月21日（1604年9月14日）に備前国で死去した。秀清は日蓮宗不受不施派を信仰しており、法名は蓮住という。墓は備前国赤坂郡西中村（現岡山県赤磐市山陽）にあったという。
なお、宇喜多氏に代わって岡山藩主となった池田忠雄に、長男の秀俊が300石で取り立てられ、後に鳥取藩へと移封後も付き従い、子孫は明治維新まで生き残った。また、次男の正庵も池田光仲（忠雄の子）の代に岡山藩に仕えた。

## 関連作品
小説
- 中村彰彦「袖の火種」(角川文庫･『槍弾正の逆襲』収録)